# آنانسفالی

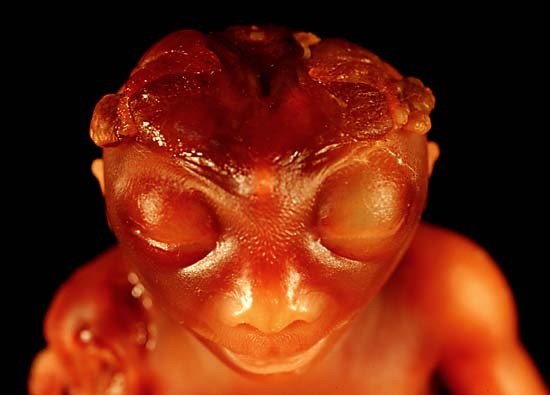
نوزاد مبتلا به آنانسفالی

آنانسفالی (Anencephaly) یا بی‌مٌخ‌زایی اختلال مغزی ناشی از نقص در کانال عصبی بوده و به دلیل عدم بسته‌شدن انتهای کانال عصبی پدید می‌آید. این اختلال در سن بارداری ۲۳ و ۲۶ روز ایجاد می‌شود و معمولاً باعث عدم تشکیل قسمت اعظم مغز، جمجمه و پوست سر در این نوزادان می‌شود. کودکان با این اختلال فاقد بخش جلوی مغز و نیمکره‌های مغزی بوده و دچار سطح بالای اختلال شناختی و درکی می‌باشند و آن مقدار بافت مغز که باقی‌مانده و نمایان است با استخوان جمجمه پوشیده نشده‌است. واژه آنانسفالی از کلمه یونانی به معنای «بی‌سری» گرفته شده. هرچند کودکانی که دچار این اختلال هستند، تنها فاقد بخش قدامی مغز هستند، اما این قسمت، بزرگترین بخش مغز است که عمدتاً حاوی نیمکره‌های مغزی و نئوکورتکس است و مسئول قوای شناختی عالی یعنی تفکر شناخته می‌شود. بیشتر نوزادانی که با این اختلال زاده می‌شوند، مرده به دنیا می‌آیند؛ گرچه استثنا نیز وجود دارد.

## علایم و نشانه‌ها
بر اساس توصیف انجمن ملی اختلالات عصبی و سکتهٔ مغزی، نوزادانی که با این اختلال زاده می‌شوند، معمولاً نابینا، ناشنوا و بیهوش بوده و درد را احساس نمی‌کنند و با اینکه ساقهٔ مغز در آن‌ها وجود دارد، فقدان عملکردهای مغزی مانند هوشیاری و عملکردهای رفلکسی مانند تنفس و پاسخ‌دهی به صدا و لمس در آن‌ها نمود ندارد.

## دلایل ابتلا

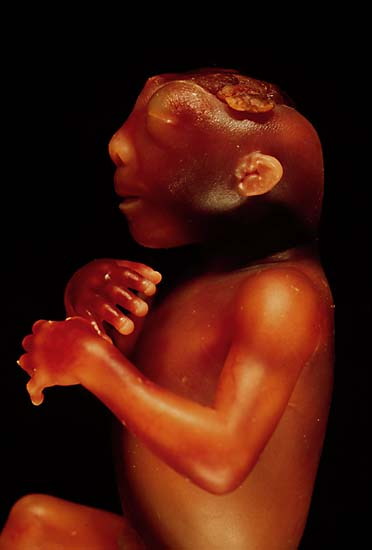
تصویر کودک مبتلا به آنانسفالی از پهلو

علل بی‌مخ‌زایی قابل بحث و نامشخص است. هرچند شواهدی دال بر تأثیر نقش وراثت بر این اختلال موجود است، اما عموماً اختلالات لولهٔ عصبی از الگوی وراثتی مشخصی تبعیت نمی‌کنند. در نمونه‌های حیوانی احتمال همراهی با فقدان فاکتور TEAD۲ گزارش شده‌است. برای مادری که یک فرزند دچار اختلال کانال عصبی مانند آنانسفالی دارد، این احتمال که فرزند بعدی او نیز دچار این اختلال باشد ۳٪ است، در حالی که این احتمال در جمعیت عادی به ۰/۱٪ می‌رسد.

مصرف برخی داروهای ضد صرع توسط زنان باردار و ابتلا مادر به دیابت وابسته به انسولین، خطر اختلالات لولهٔ عصبی نوزادان را افزایش می‌دهد. مشاوره ژنتیک و انجام آزمایش‌های لازم در دوران بارداری به این دسته از زنان که دارای ریسک بالاتری برای داشتن نوزادانی با این اختلال هستند پیشنهاد می‌شود.

تحقیقات نشان داده‌است که استفاده از مکمل‌های اسید فولیک در زنان در سن باروری اگر چه این خطر را به‌طور ِکامل از بین نمی‌برد، اما می‌تواند بروز اختلالات کانال  عصبی را به میزان معنی داری کاهش دهد. به همین دلیل، توصیه می‌شود زنانی که در سنین باروری قرار دارند و به ویژه کسانی که قصد باردار شدن دارند، روزانه ۰/۴ میلی‌گرم اسید فولیک مصرف کنند. به این ترتیب، خطر بروز این اختلال تا  ۰/۰۳ کاهش می‌یابد. بهتر است پیش از شروع زمان بارداری به مصرف اسید فولیک اقدام شود، زیرا معمولاً هنگامی که زنی متوجه بارداری خود می‌شود، زمان حیاتی تشکیل لولهٔ عصبی سپری شده‌است. برای مادرانی که در بارداری قبلی کودکشان با این اختلال به دنیا آورده‌اند، پزشکان دوز بالاتر اسید فولیک (روزانه ۴ میلی گرم) تجویز می‌کنند.

آنانسفالی و سایر اختلالات جسمی و ذهنی می‌تواند هم چنین ناشی از مواجههٔ مادر باردار با مواد سمی مانند سرب، کروم و نیکل باشد.

## ارتباط با سیلیوپاتی ژنتیکی
مطالعات نشان داده‌اند برخی اختلالات ژنتیکی با یکدیگر مرتبط هستند. تحقیقات جدید ژنتیکی می‌گویند که با وجود تفاوت‌های گسترده در علایم و نشانه‌های بالینی، این اختلالات می‌توانند ریشهٔ علّی یکسانی داشته باشند. آنانسفالی یکی از این اختلالات است که در دستهٔ جدیدی از بیماری‌ها به نام سیلیوپاتی‌ها قرار می‌گیرد. علت اصلی بروز این دسته از بیماری‌ها ممکن است اختلال در مکانیسم مولکولی در ساختار اولیهٔ سیلیای سلول‌ها باشد.

سیلیاها اندامک‌هایی هستند که در انواع مختلفی از سلول در بدن انسان وجود دارند. نقص در سیلیا مسیرهای پیام‌رسانی که برای رشد و نمو سلولی حیاتی‌ست را مختل می‌کند. این اختلال می‌تواند فرضیه‌ای قابل قبول برای تظاهرات چندگانهٔ برخی از سندرم‌ها یا بیماری‌ها باشد.

سیلیوپاتی‌های شناخته شده عبارت‌اند از دیسکینزی اولیهٔ سیلییاری، سندرم باردت-بیدل، کلیه و کبد پلی‌سیستیک، نفرونفتیز، سندرم آلستروم، سندرم مکل گروبر و برخی از انواع رتینوپاتی.

## تشخیص

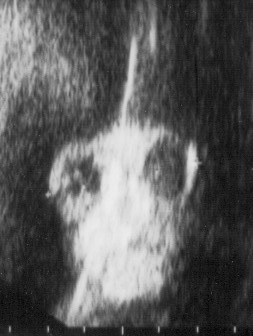
سونوگرافی از جنین مبتلا

این اختلال قبل از تولد از طریق سونوگرافی قابل تشخیص است. غربالگری با آزمایش آلفا فتوپروتئین و سونوگرافی با جزئیات می‌تواند برای غربالگری نقص‌های لولهٔ عصبی مانند مهره‌شکاف و آنانسفالی مفید واقع شود.
تستهای تشخیصی آنانسفالی پیش از تولد:
- تست خون: که ممکن است سطح بالای آلفا فیتوپروتئین که پروتئینی است که توسط سلول‌های نابالغ کبد جنین ترشح می شود.
- آمینوسنتز: کشیدن مقدار کمی از مایع آمنیوتیک با استفاده از سدزن بلند از راه شکم می باشد و مایع جهت اندازه‌گیری میزان آلفافیتو پروتئین و استیل کولین استزار بررسی می‌شود که سطح بالاتر از معمول این موارد همراه با نقایص لوله عصبی مانند آنانسفالی می باشد.
- اولتراسوند: یک تست تصویربرداری با استفاده از امواج صوتی است که تصویری از جنین می دهد و بدشکلی‌های همراه با آنانسفالی در این تصاویر دیده می شود.
- MRI جنین: در این تصویربرداری مغز و ساختمان‌های مختلف آن با جزئیات بیشتری نسبت به اولتراسوند نشان داده می شوند.

## پیش آگهی
درمان استانداردی برای این بیماری وجود ندارد و پیش آگهی این بیماری  مرگ است. بیشتر جنین‌های آناسفالیک زنده متولد نمی‌شوند و ۵۵٪ آن‌ها سقط می‌شوند و اگر  زنده متولد شوند، در چند ساعت یا چند روز اول به دلیلِ ایست قلبی می‌میرند.

از نمونه انسان‌هایی که طول عمر بیشتری داشته‌اند، استفانی کین بود که دو سال و صد و هفتاد چهار روز زنده ماند و همچنین نیکولاس کوک اهل ِ پوئبلو در ایالت کلرادو که در ژوئیه ۲۰۱۲ در سن ۴ سالگی هنوز زنده‌است.

در اغلب موارد، نوزادان دچار آنانسفالی احیای کامل نمی‌شوند زیرا شانسی برای زندگی آگاهانه ندارند. تنها کاری که برای این نوزادان انجام می‌شود تأمین آب و تغذیه و اقدامات راحتی است تا بیماری روند طبیعی خود را طی کند. تهویهٔ مصنوعی و جراحی  برای سایر نقص‌های مادرزادی و دارو درمانی (مانند استفاده از آنتی بیوتیک) بیهوده است.
روشهای پیشگیری از آنانسفالی:
- تغذیه مناسب استفاده از ویتامین‌ها قبل و حین بارداری از نقایص لوله عصبی پیشگیری می کند. استفاده از مقدار کافی اسیدفولیک ( ویتامین B9)بسیار با اهمیت است. خانم ها در سن باروری باید روزانه از مولتی ویتامین‌هایی که حداقل ۴۰۰میکروگرم اسیدفولیک دارند، استفاده کنند.
- از سایر منابع اسید فولیک می توان از سبزیجات سبز رنگ برگ دار، لوبیا، پرتقال و آب پرتقال نام برد.

## همه‌گیر شناسی
در ایالات متحده آمریکا در هر ده هزار تولد، یک نمونه آنانسفالی رخ می‌دهد. تحقیقات نشان می‌دهد که نوزادان دختر بیشتر دچار این اختلال می‌شوند.